# Варангал
Вара́нгал (англ. Warangal); также известен как Оругаллу, Телангана Нагарам и Екасила Нагарам — город в индийском штате Телангана. Административный центр округа Варангал. Средняя высота над уровнем моря — 301 метр. Варангал расположен в 148 км к северу-востоку от столицы штата — города Хайдарабад. Второй по численности населения город штата (после Хайдарабад).

## История
С XII по XIV век Варангал являлся столицей царства Какатия. В городе сохранилось множество памятников, относящихся к этому периоду, включая мощную крепость Варангал, 4 каменных ворот, посвящённый богу Шиве храм Сваямбху и храм Рамаппа близ озера Рамаппа. Культурное и административное значение города было отмечено Марко Поло.
В 1687 году город вошёл в состав империи Великих Моголов и оставался её частью вплоть до отделения части южных провинций империи и образования ими самостоятельного княжества Хайдарабад в 1724 году, которое включило Телангану и части современных штатов Махараштра и Карнатака. Хайдарабад был аннексирован Индией в 1948 году.

## Население
Согласно переписи населения 2011 года численность населения города достигло 759 594 человек, из них 380 833 мужчины и 378 761 женщина. 67 732 — дети младше 6 лет. Уровень грамотности — 82,56 %. Соотношение полов — 995 женщин к 1000 мужчин; среди детей — 948 девочек к 1000 мальчиков.

## Экономика
Основой экономики города остаётся сельскохозяйственный сектор. Системы ирригации зависят от осадков, выпадающих в сезон муссонов. Основные сельскохозяйственные культуры — рис, хлопок, манго и пшеница. Окрестности орошаются за счёт забора воды из реки Годавари.
В городе расположен второй по величине в Азии рынок зерна. Являясь вторым по величине городом Теланганы, Варангал привлекателен для инвесторов. В технопарк города уже привлечены 4 компании в сфере IT-технологий.